# Abusejo
Abusejo – gmina w Hiszpanii, w prowincji Salamanka, w Kastylii i León, o powierzchni 23,1 km². W 2011 roku gmina liczyła 233 mieszkańców.